# Campeonato Mundial de Tiro en 10 m de 1989
El VI Campeonato Mundial de Tiro en 10 m se celebró en Sarajevo (Yugoslavia) en el año 1989 bajo la organización de la Federación Internacional de Tiro Deportivo (ISSF) y la Federación Yugoslava de Tiro Deportivo.

## Resultados

### Masculino
| Evento                         | Oro                                 | Plata                           | Bronce                        |
| ------------------------------ | ----------------------------------- | ------------------------------- | ----------------------------- |
| Rifle de aire 10 m             | Jean-Pierre Amat Francia 696,5 pts. | Yuri Fedkin URSS 692,5 pts.     | Olaf Hess RDA 690,0 pts.      |
| Rifle de aire 10 m (equipos)   | Francia 1769                        | URSS 1767                       | RFA 1763                      |
| Pistola de aire 10 m           | Sergéi Pychianov URSS 690,3         | Uwe Potteck RDA 681,3           | Sorin Babii · Rumania · 680,5 |
| Pistola de aire 10 m (equipos) | URSS 1748                           | Italia · 1726                   | Hungría · 1724                |
| Blanco móvil 10 m              | Attila Solti · Hungría · 671,6      | József Ángyán · Hungría · 670,5 | József Sike · Hungría · 670,1 |
| Blanco móvil 10 m (equipos)    | Hungría · 1717                      | URSS 1681                       | Checoslovaquia 1662           |

### Femenino
| Evento                         | Oro                                | Plata                          | Bronce                           |
| ------------------------------ | ---------------------------------- | ------------------------------ | -------------------------------- |
| Rifle de aire 10 m             | Vesela Lecheva Bulgaria 496,5 pts. | Anna Maliujina URSS 496,2 pts. | Nonka Matova Bulgaria 494,5 pts. |
| Rifle de aire 10 m (equipos)   | Bulgaria 1178                      | URSS 1176                      | Hungría · 1170                   |
| Pistola de aire 10 m           | Nino Salukvadze URSS 487,5         | Jasna Šekarić Yugoslavia 483,8 | Lieselotte Breker RFA 482,2      |
| Pistola de aire 10 m (equipos) | RFA 1147                           | URSS 1141                      | Hungría · 1128                   |

## Medallero
| Núm. | País           | Oro | Plata | Bronce | Total |
| ---- | -------------- | --- | ----- | ------ | ----- |
| 1    | URSS           | 3   | 6     | 0      | 9     |
| 2    | Hungría        | 2   | 1     | 4      | 7     |
| 3    | Bulgaria       | 2   | 0     | 1      | 3     |
| 4    | Francia        | 2   | 0     | 0      | 2     |
| 5    | RFA            | 1   | 0     | 2      | 3     |
| 6    | RDA            | 0   | 1     | 1      | 2     |
| 7    | Italia         | 0   | 1     | 0      | 1     |
| 8    | Yugoslavia     | 0   | 1     | 0      | 1     |
| 9    | Checoslovaquia | 0   | 0     | 1      | 1     |
|      | Rumania        | 0   | 0     | 1      | 1     |
|      | TOTAL          | 10  | 10    | 10     | 30    |